# Јасеново (Турчјанске Тјеплице)
Јасеново (слч. Jasenovo) насељено је мјесто са административним статусом сеоске општине (слч. obec) у округу Турчјанске Тјеплице, у Жилинском крају, Словачка Република.

## Становништво
| Година:    | 1994. | 2004.   | 2014.    | 2024.    |
| ---------- | ----- | ------- | -------- | -------- |
| Број људи: | 187   | 169     | 144      | 125      |
| Разлика:   |       | -9,62 % | -14,79 % | -13,19 % |

| Година:    | 2023. | 2024.   |
| ---------- | ----- | ------- |
| Број људи: | 126   | 125     |
| Разлика:   |       | -0,79 % |

Према подацима о броју становника из 2011. године насеље је имало 155 становника.